# Grivița (Vaslui)
Griviţa es una comuna en el condado de Vaslui, Moldavia, Rumania, al sureste de la ciudad Barlad situado en DN24D que conectan las ciudades Galaţi y Bârlad. Se conoce su existencia desde 1504. Con una superficie total de 6353ha de 6077 haextravilan y de 276ha.

## Geografía
El pueblo está situado junto a las colinas Tutovei, parte de la Meseta Central Moldava, limita al norte con la ciudad Bârlad, al este con la aldea y la venta de Fruntişeni, al sur con la aldea Bălabăneşti (Galati) y en el este con Perieni y Tutova.
El pueblo está situado sobre la ruta 24D que une Bârlad y Galaţi.

## Clima
El clima en Griviţa es templado continental marcada por una amplitud térmica valores característicos extreme. Estas masas de aire frío del anticiclón siberiano, y tropical. En período estival seco al aire clima continental o caliente, la sequía es un fenómeno frecuentemente acentuado; específicas de inversiones térmicas en invierno. Las precipitaciones son de unos 400-500mm anuales. Los vientos predominantes soplan con mayor frecuencia a partir de la N (19 ‰), NV (17 ‰), S y SE (13,5 ‰), con velocidades medias anuales entre los metros 1, 6 y 6,5 por segundo.

## Histórico
- Busto del príncipe Alexandru Ioan Cuza escultor Constantin Balacescu 1903-1904  dio a conocer el monumento de bronce escultórico dedicado a la regla (la primera en el país), con frescos en los costados del pedestal de Mihail Kogalniceanu y  Costache Negri, dos enfoque conservador de la regla.

- Stroe S. Belloescu colegio construido por él en 1892, era una escuela amplia, en el frontispicio de los cuales fueron excavados palabras: La escuela secundaria de tener iluminación esta rumanos.Stroe  S. Belloescu

- El monumento funerario del profesor Stroe S. Belloescu 1912

## Días festivos
Cada año, el 26 de octubre se celebran las fiestas del pueblo (día del pueblo) exactamente en el día de San Demetrio.